# Föreningen Brage

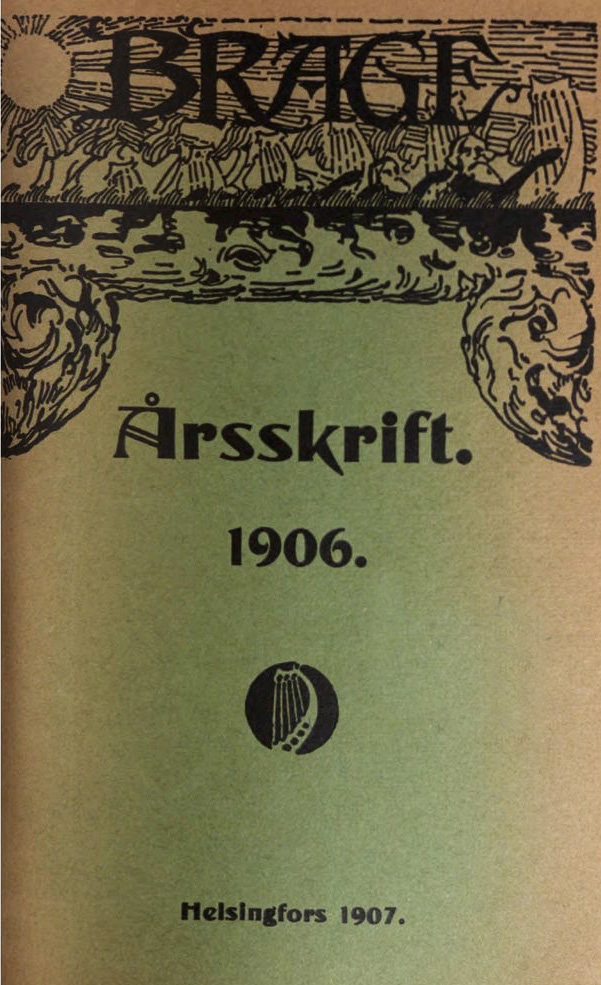
Omslaget till årsskriftens första årgång.

Föreningen Brage har till sitt ändamål att vårda och främja finlandssvensk folkkultur sådan den tagit sig i uttryck i diktning, musik, danser, lekar och drama.  Den har sin lokal på Kaserngatan 28 i Helsingfors. En central roll spelar också seder, bruk, dräktskick och övrigt hithörande, samt utforskning, återupplivning och tillvaratagande av denna folkkultur. Brages dräktbyrå handhar ansvaret för folkdräktsrelaterade frågor inom Svenskfinland.

## Historia

Deltagarna spelmanstävling anordnad av föreningen Brage år 1907. Foto ur Svenskt visarkivs samlingar.

Föreningen grundades i Helsingfors år 1906 av Otto Andersson, som ville skapa en förening som kombinerade utövande verksamhet och forskning. Han hade i stiftandet stöd av Martin Wegelius. Anderssons avsikt var att inom föreningen bedriva insamling, forskning och kulturevenemang i syfte att stärka medvetandet om betydelsen av att värna om och den finlandssvenska allmogekulturen. Föreningen omfattade tidigt sektioner för folkdiktning, folkmusik och folkdans, samt en dramatisk avdelning, en sångkör och ett danslag. Den litterära sektionen startade 1910 Brages urklippsverk, numera Brages Pressarkiv, vilket upptar allt rörande det svenska kulturlivet i Finland, däri inbegripet även för hela landet gemensamma både politiska och ekonomiska frågor. Brages årsskrift har utgivits sedan 1906.

### Omorganisation 2001
Efter en omorganisation 2001 bedrivs den ideella verksamheten numera inom Brages folkloreinstitut. Inom detta verkar bland annat Brages stråkorkester (grundad 1922), Brages spelmanslag (grundat 1974), Kammarkören Idun (grundad 1988), flera folkdanslag och teatersektionen Mimers Källa (en fortsättning av den 1914 grundade Brage-dramaten). Institutet har sedan 1981 även en musikskola samt arrangerar kurser och seminarier för allmänheten. 

## Filialer
Sedan 1975 finns en filialförening i Borgå under namnet Östnylands Brage. Den 1908 grundade filialen i Vasa blev 1931 en egen förening med namnet Föreningen Brage i Vasa som bland annat driver Brages friluftsmuseum i Sandviken nära stadens centrum.

## Årsskriften
- Brage : årsskrift. Helsingfors: Brage. 1907-. Libris 469357 - De fyra första årgångarna finns i fulltext på Projekt Runeberg.